# Bruno Gerber (Bobfahrer)
Bruno Gerber (* 23. August 1964 in Rothenfluh) ist ein ehemaliger Schweizer Bobfahrer.

## Karriere
Bruno Gerber kam über die Leichtathletik, wo er als Zehnkämpfer und Sprinter aktiv war, 1984 zum Bobsport. Nach zwei Jahren als Anschieber von Toni Schweizer schob er bis 1988 den Bob von Silvio Giobellina an. Als Anschieber von Gustav Weder belegte er bei der Weltmeisterschaft 1989 den zweiten Rang, und im Viererbob gelang es ihnen zusammen mit den weiteren Anschiebern Curdin Morell und Lorenz Schindelholz, die Goldmedaille zu gewinnen. Bei der Weltmeisterschaft im Folgejahr schaffte er es mit der gleichen Besatzung, sowohl im Zweier- als auch im Viererbob Weltmeister zu werden. Bei der Weltmeisterschaft 1991 gewann die Besatzung im Viererbob die Silbermedaille.
Bei den Olympischen Winterspielen 1992 in Albertville schob er zusammen mit Christian Reich und Gerold Löffler den Viererbob von Christian Meili an und fuhr auf Rang fünf.